# Miquel Fullana i Llompart
Miquel Fullana i Llompart (Palma, Mallorca 1905 - 2000) fou un tècnic en construcció, dibuixant, lexicògraf, polític i promotor cultural mallorquí. Estudià a l'Escola d'Arts i Oficis de Palma del 1917 al 1921, on obtengué cada curs el Diploma de «Premi en metàl·lic», i on conegué l'arquitecte Guillem Forteza i Pinya, que hi feia de professor, amb qui després va treballar de dibuixant i va col·laborar en la construcció d'escoles a Mallorca de 1922 a 1936. Amb Emili Darder i Cànaves i altres va fundar el 1923 l'Associació per la Cultura de Mallorca.
Durant la Segona República Espanyola milità a Esquerra Republicana Balear, raó per la qual fou empresonat de 1936 a 1938. El 1940 fou cofundador del Círculo de Bellas Artes, i col·laborà amb dibuixos i articles en el Diccionari Català-Valencià-Balear. El 1950 va dissenyar un projecte de monument a Miquel Costa i Llobera que fou premiat per l'ajuntament de Palma, tot i que no es va construir. També va escriure articles sobre urbanisme en la premsa de les Illes i sobre llengua en la revista Sòller. Responent a la crida feta per Francesc de Borja Moll, el 1962 fou un dels fundadors de l'Obra Cultural Balear, de la qual va ser secretari fins al 1972.
El 1963 començà a escriure i il·lustrar el Diccionari de l'art i dels oficis de la construcció, publicat el 1974 per l'editorial Moll. És un preciós i minuciós recull del lèxic usat tradicionalment en català, sobretot en el català de Mallorca, en la tècnica de la construcció, no només usat pels picapedrers (paletes, obrers...), sinó també per llanterners, ferrers, fusters, guixaires, etc; és a dir, per tots els professionals que intervenen en la construcció.
Va ser també membre i president (1984-1988) de la Societat Arqueològica Lul·liana. El 1986 va rebre el premi Jaume I d'Actuació Cívica Catalana i el 1990 el premi de Reconeixement de Mèrits de l'Escola Municipal de Mallorquí de Manacor.

## Obres
- Diccionari de l'art i oficis de la construcció (1974)
- Els deu primers anys de l'Obra Cultural Balear (1991)